# Айлеу (район)
Айлеу (порт. Aileu тетум Aileu) — один з адміністративних районів Східного Тимору. Адміністративний центр району також носить назву Айлеу. Раніше Айлеу був частиною району Ділі, але був відділений від нього в останні роки португальського панування.

## Географія
Розташований в центральній частині країни, є одним з двох районів Східного Тимору, що не мають виходу до моря. Межує з такими районами: Ділі — на півночі, Манатуту — на сході, Мануфагі — на південному сході, Айнару — на півдні, Ермера — на заході, і Ликіса — на північному заході. Площа Айлеу складає 676,02 км². Висота над рівнем моря — від 350 до 1500 м.

## Населення
Населення Айлеу за даними на 2010 рік становить 44 325 чоловік; для порівняння, за даними на 2004 рік воно налічувало 37 926 осіб. Майже половина населення проживає в адміністративному центрі району, місті Айлеу. Середня щільність населення — 65,57 чол./км². Середній вік населення району становить 17,7 років, що менше ніж середній по країні показник 18,8 років. Приблизно дві третини населення говорять на мові мамбаї; поширений також мову тетум. За даними на 2004 рік 88,4 % населення Айлеу є католиками, що значно нижче, ніж в середньому по країні. Частка протестантів становить 8,6 %, а частка прихильників традиційних анімістичних вірувань — 2,7 %. Мусульмани складають лише 0,2 % населення району.

## Адміністративний поділ

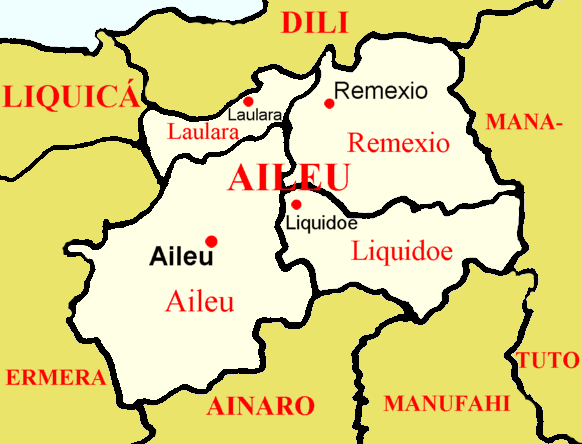
Карта адміністративного поділу Айлеу

В адміністративному відношенні поділяється на 4 підрайони:
| Підрайон | Населення, чол. (2010) | Площа, км² |
| -------- | ---------------------- | ---------- |
| Айлеу    | 20 830                 | 251,48     |
| Лаулара  | 7173                   | 60,87      |
| Лекідо   | 6267                   | 151,58     |
| Ремешиу  | 10 055                 | 212,09     |